# Mediterranean Shipping Company
A Mediterranean Shipping Company S.A. (MSC) olasz–svájci nemzetközi hajózási társaság. A társaság a világ összes nagyobb kikötőjében működik.
A világ egyik legnagyobb konténer-szállítmányozó vonala, központja Genfben, Svájcban található. 524 irodát működtet világszerte 155 országban, több mint 100 000 alkalmazottal. Az MSC hajózási vonala több mint 215 kereskedelmi útvonalon közlekedik, több mint 500 kikötőben. Az MSC az összesen 23,756 TEU-t meghaladó kapacitásban működtet hajókat, beleértve a (2019-ben) világ két legnagyobb konténerhajóját, az MSC Gülsünt és az MSC Samart.
A társaság független és teljes mértékben az Aponte család tulajdonában van Diego Aponte vezetésével, akit édesapja és a cégalapító Gianluigi nevezett ki elnök-vezérigazgatónak 2014 októberében. Gianluigi Aponte továbbra is felügyeli a csoporttal kapcsolatos összes tevékenységet, valamint támogatja Diegót az MSC jövőjének kialakításában. 2020 decemberében Soren Toft lett az MSC vezérigazgatója.
1989 óta az MSC rendelkezik egy körutazásokat szervező részleggel, az MSC Cruiseszal.
2021-ben az MSC 570 konténeres hajót üzemeltet, amelyek befogadóképessége összesen 3 920 784 TEU.

## Története

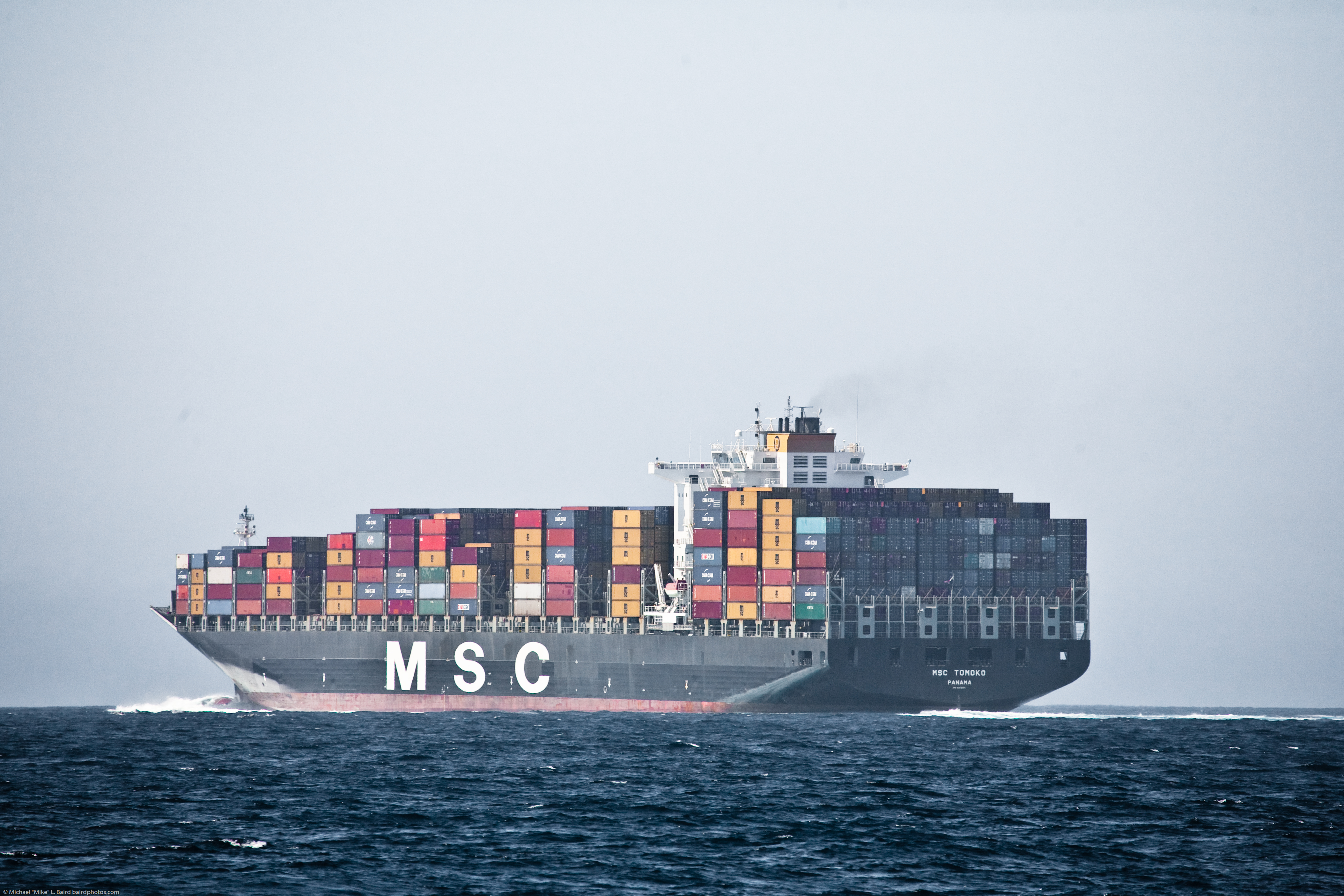
MSC Tomoko a Santa Barbara-csatornán, 2009

A Mediterranean Shipping Companyt (MSC) 1970-ben alapította Nápolyban magánvállalatként Gianluigi Aponte tengerészkapitány, amikor megvásárolta első hajóját, a Patriciát, majd a Rafaelát, amellyel Aponte megkezdte a Földközi-tenger és Szomália között közlekedő hajózási vonalat. A vonal ezt követően használt teherhajók vásárlásával bővült. 1977-re a társaság észak-európai, afrikai és indiai-óceáni szolgáltatásokat üzemeltetett.
1978-ban hozták létre a központot Genfben, Svájcban.
A terjeszkedés az 1980-as években folytatódott; az évtized végére az MSC hajókat üzemeltetett Észak-Amerikába és Ausztráliába.
1988-ban az MSC belép a körutazási üzletbe a Monterey oceánjáró megvásárlásával.
1989-ben az MSC megvásárolta a Lauro Linest. Az új társaság a StarLauro Cruises nevet kapta, és két hajója volt, Monterey és Achille Lauro.
1994-ben az MSC megrendelte első újonnan épített hajóit, amelyeket 1996-tól kezdve szállítottak az MSC Alexával. Ezeket az olasz hajóépítő, Fincantieri építette.
1995-ben a StarLauro Cruisest átnevezték MSC Cruises-ra.
2014 októberében Diego Apontét (az MSC alapítója, Gianluigi Aponte fia) nevezték ki az MSC elnökévé és vezérigazgatójává, átvéve apjától, akit a csoport ügyvezető elnökének neveztek ki. Gianluigi Aponte továbbra is felügyeli a csoporttal kapcsolatos összes tevékenységet, valamint támogatja Diegót az MSC jövőjének kialakításában.
2014 decemberében az MSC hajózási vonal a 6. helyen végzett a Lloyd's Top 100 legbefolyásosabb szállítmányozói listán.

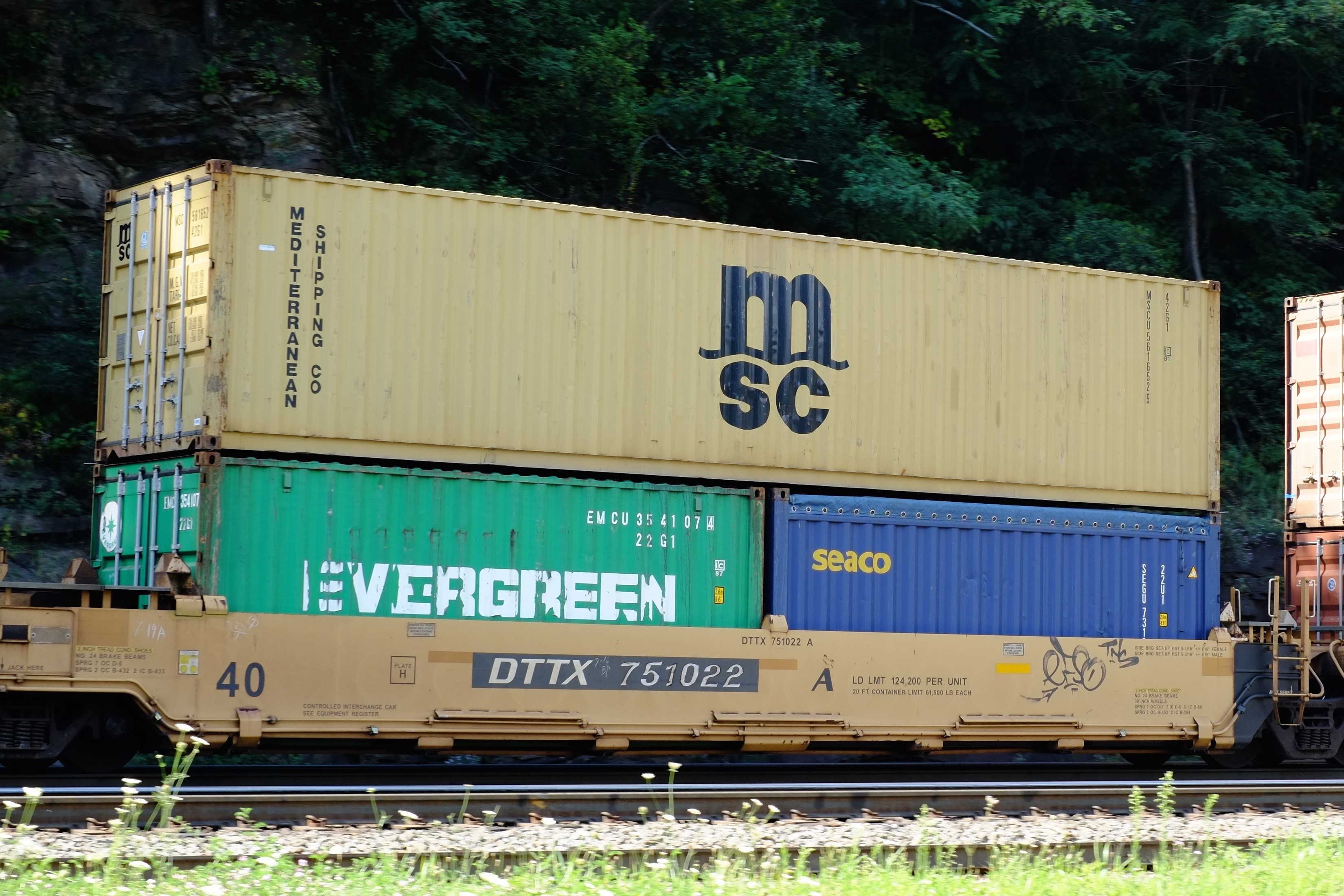
MSC konténer

2015 januárjában az MSC elindította a legnagyobb konténerhajót, a Daewoo Shipbuilding & Marine Engineering által épített, Panamában regisztrált MSC Oscart, 19 224 TEU kapacitással. Januárban csatlakozik az Albatross szolgáltatáshoz a 2M VSA (Vessel Sharing Agreement, magyarul:hajómegosztási megállapodás a Maersk Line és az MSC között) részeként. Később, 2015-ben az MSC további három, azonos kapacitású konténerhajót indított útjára, MSC Oliver, MSC Zoe és MSC Maya néven.
2015 júniusában a Maersk és az MSC hajómegosztási megállapodást írt alá az ázsia-európai, a csendes-óceáni térségi és az atlanti-óceáni térségi kereskedelemről. A megállapodást 2M Szövetségként emlegetik. A 2M Szövetség 185 hajót tartalmaz, amelyek becsült kapacitása 2,1 millió TEU. 
2017 februárjában az MSC 49%-os részesedést vásárolt a Messina Line nevű olasz hajózási vonalon, amelyet 1929-ben alapítottak Genovában, Olaszországban, és amely a Földközi-tengeren belüli rövid távú tengerekre, valamint Európából Kelet- és Nyugat-Afrika útvonalaira specializálódott. A társaságnak 8 roll-on/roll-off hajója és egy terminálja van Genova kikötőjében, a 65 000 TEU-s konténerflotta mellett. Az MSC leányvállalata, a Marinvest 49 százalékos részesedést vesz át az Ignazio Messinában, és 52 százalékos részesedést szerez a Ro-Ro Italia-ban, egy új társaságban, amely Messina négy roll-on/roll-off konténerhajóját irányítja.
2020 decemberében Soren Toft lett az MSC vezérigazgatója. Soren Toft az első személy az Aponte családon kívül, aki vezérigazgató lett. Közvetlenül jelentést tesz Diego Aponte-nak, az MSC Csoport elnökének és Gianluigi Aponte-nak, az alapítónak és az MSC csoport elnökének. Soren Toft a Terminal Investment Ltd. igazgatóságának tagja lesz.
2021 januárjában az MSC elnyerte a „Tengeri Fenntarthatósági Útlevél” (angolul: Maritime Sustainability Passport) (MSP) bizonyítványt és pecsétet az Észak-Amerikai Tengeri Környezetvédelmi Szövetség (angolul: North American Marine Environment Protection Association) (NAMEPA). A NAMEPA társalapítója/ügyvezető igazgatója, Carleen Lyden Walker kijelentette, hogy „azáltal, hogy jogosult a NAMEPA tengeri fenntarthatósági útlevelére, az MSC bebizonyította elkötelezettségét a környezet irányítása, az alkalmazottakról való gondoskodás és a felelős vállalatirányítás iránt”.
2021 áprilisában az MSC speciális szolgáltatást indított a gyógyszeripari termékek forgalmazásának segítésére a COVID-19 világjárvány idején.

## Flotta
| Hajóosztály           | Épült     | Kapacitás (TEU) | Hajók az osztályban | Megjegyzések |
| --------------------- | --------- | --------------- | ------------------- | --- |
| MSC Daniela-osztály   | 2008–2010 | 13 798          | 8                   | |
| MSC Danit-osztály     | 2009–2012 | 13 050–14 028   | 23                  | |
| MSC Beryl-osztály     | 2010–2012 | 12 991          | 7                   | Hosszútávú bérlés a Niki Shippingtől |
| MSC Benedetta-osztály | 2011–2012 | 13 100          | 8                   | Hosszútávú bérlés az E.R. Schiffahrttól. |
| MSC Olympic-osztály   | 2014–2015 | 19 224          | 6                   | |
| MSC London-osztály    | 2014–2016 | 16 652          | 6                   | Hosszútávú bérlés A Zodiac Maritime-tól és az Eastern Pacific Shippingtől. |
| MSC Pegasus-osztály   | 2016–2017 | 19 224–19 462   | 14                  | Hosszútávú bérlés az Eastern Pacific Shippingtől, a Minsheng Financial Leasingtől és a Ship Finance Internationaltől.                                                                                  |
| MSC Josseline-osztály | 2019      | 14 336          | 5                   | Hosszútávú bérlés a Zodiac Maritime-tól. |
| MSC Orion-osztály     | 2019      | 14 952          | 4                   | Hosszútávú bérlés a Zodiac Maritime-tól. |
| MSC Gülsün-osztály    | 2019-től  | 23 656–23 756   | 16                  | |
|                       | 2023-tól  | 16 000          | 13                  | A Mediterranean Shipping Company (MSC) megrendelést adott a China State Shipbuilding Corporation-nél (CSSC) tizenhárom 16 000 TEU új konténerhajóra, amelyeket két CSSC hajógyárban fognak megépíteni. |
|                       | 2023-tól  | 24 232          | 10                  | 4-et Jiangnan Hajógyár épít, 4-et a Hudong-Zhonghua Hajógyártás, 2-t pedig a Yangzijiang Hajógyártás.                                                                                                  |
|                       | 2023-tól  | 15 300          | 11                  | Hosszútávú bérlés a Eastern Pacific Shippingtől. |

Nevezetes hajók:
- MSC Beatrice
- MSC Bruxelles
- MSC Carmen
- MSC Carouge
- MSC Chicago
- MSC Cordoba
- MSC Danit
- MSC Geneva
- MSC Gülsün
- MSC Leigh
- MSC Madeleine
- MSC Napoli
- MSC Nuria
- MSC Oscar
- MSC Pamela
- MSC Rosaria
- MSC Sindy
- MSC Zoe

## Balesetek és események

### MSC Carla
1997. november 24-én az MSC Carla konténerszállító hajó nehéz időjárásba ütközött, és szétszakadt az Azori-szigetek északkeleti részét az Atlanti-óceán északi részén, amikor a franciaországi Le Havre-ból Bostonba, az Egyesült Államokba tartott . A 34 főslegénységet helikopterrel szállították biztonságba. Az elülső rész öt nap alatt süllyedt el. A tatot Spanyolországba vontatták, ahol selejtezték. 1984-ben az MSC Carla korábbi tulajdonosai (akkoriban MV Nihonnak hívták) 15 méterrel meghosszabbították a hajót. Ezt úgy végezték el, hogy a hajót kettévágták, és egy hosszabbító modulban hegesztették. A szerkezeti hiba az új középső karosszéria elején volt. A hajógyár tervei és az új szerkezet telepítése hibásnak bizonyult.

### MSC Napoli
2007. január 18-án az MSC Napoli konténerszállító hajót elhagyták a La Manche-csatornán a Kyrill európai vihar miatt, miután az erős szélvihar és a hatalmas hullámok súlyos károkat okoztak a Napoli hajótestében, beleértve egy repedést az egyik oldalon és az elöntött gépházat. Mind a 26 fős legénységet a Királyi Haditengerészeti Flotta légkarának  Sea King helikopterei szedték fel mentőcsónakjukról, és a cornwalli  Culdrose királyi haditengerészeti légi állomásra vitték. 2007. január 19-én a hajót vontatás alá vették, de a hajó állapotának romlása miatt a hajó Branscomb-ban partra került. 2007. július 9-én a MSC Napoli újra vízre került, de azonnal újra partra borították, mert egy 3 méteres repedést találták a hajótestben, mindkét oldalon lefelé és a gerincen keresztül. Úgy döntöttek, hogy összetörik a hajót a Branscombe strand közelében.

### MSC Nikita
2009. Augusztus 29-én, az MSC Nikita konténerszállító ütközött a Nirint Pride-dal a rotterdami kikötőnél, és megsérült a motortérben. Rotterdamba vontatták sürgősségi javításra, majd teljes veszteségne nyilvánított. Nem voltak áldozatok.

### MSC Chitra
2010. augusztus 7-én az MSC Chitra konténerhajó ütközött az MV Khalijia II ömlesztett szállítóhajóval, miközben elhagyta a Jawaharlal Nehru kikötőt Mumbai-tól keletre, Navi Mumbai Raigad kerületében, Indiában. Az MV Khalijia II behatolt az MSC Chitra kikötői oldalába, három nagy horpadás keletkezett a hajótestben, és a gépházat fokozatosan elöntötte a víz. Az ütközés után az MSC Chitra erősen elsodródott, 8 km-re a kikötőtől. Az indiai kapitányt és a legénység 32 tagját evakuálták. 2011. április 17-én a hajót teljes veszteségnek nyilvánították.

### MSC Zoe
2019. január 2-án az MSC Zoe konténerhajó nehéz időjárásba került az Északi-tengeren, Borkumtól északra, Németországban . A hajó 342 tartályt vesztett el, amelyek közül néhány állítólag mérgező szerves peroxidokkal volt megrakva. Számos konténer landolt a Watt-tengeri Terschellingre, amely az UNESCO védett bioszféra-rezervátuma. 

### MSC Messina
2021. június 24-én az MSC Messina konténerhajó kigyulladt az Indiai-óceán közepén, félúton Sri Lanka és a Malacca-szoros között.  A tűz a hajó motorterében tört ki, mintegy 480 tengeri mérföldre a Kirinda-i Basses Reef világítótoronytól. 

## Fordítás
- Ez a szócikk részben vagy egészben  a   Mediterranean Shipping Company című angol Wikipédia-szócikk ezen változatának fordításán alapul.  Az eredeti cikk szerkesztőit annak laptörténete sorolja fel. Ez a jelzés csupán a megfogalmazás eredetét és a szerzői jogokat jelzi, nem szolgál a cikkben szereplő információk forrásmegjelöléseként.